# César Muñiz Fernández
César Muñiz Fernández (Bruselas, Bélgica, 18 de mayo de 1970) es un exárbitro e informador de árbitros de la Primera División de España de fútbol. Pertenece al Comité de Árbitros del Principado de Asturias.

## Trayectoria
Muñiz nació en Bruselas por motivos laborales de sus padres, aunque posee la nacionalidad española. Reside en la ciudad asturiana de Gijón. Es hijo del exárbitro asistente internacional José María Muñiz Farpón, que fue el asistente de confianza de Manuel Díaz Vega durante muchas temporadas.
Tras cinco temporadas en categorías regionales, arbitró en Tercera División tres temporadas desde 1991 hasta 1994. Otras tres temporadas permaneció en Segunda "B" hasta que debutó en Segunda División el 7 de septiembre de 1997, categoría en la que arbitró 60 encuentros en las tres temporadas que permaneció. Logró el ascenso a Primera División de España tras finalizar la temporada 1999/00, lo hizo junto con otros dos colegiados, Rafael Ramírez Domínguez y Alberto Undiano Mallenco. Su debut en la máxima categoría de La Liga fue en el estadio El Sadar dirigiendo el encuentro entre Club Atlético Osasuna y Real Club Celta de Vigo (0-2).
Dirigió el partido de ida de la Supercopa de España de 2010 entre el Sevilla Fútbol Club y el Fútbol Club Barcelona (3-1).
Se retiró en la temporada 2013/14. El último encuentro que dirigió fue el Real Valladolid Club de Fútbol-Real Club Deportivo Espanyol  (1-0) el 3 de mayo de 2014.
Actualmente regenta un restaurante en el barrio acomodado de Somió en Gijón donde se celebran eventos de todo tipo. Fue comentarista del programa Tablero deportivo en Radio Nacional de España y desde noviembre de 2016 de Tiempo de Juego en la Cadena Cope sustituyendo al árbitro y comentarista José Francisco Pérez Sánchez.
En 2023 entró a formar parte del comité de competición y a arbitrar en la Kings League, liga creada por Gerard Piqué.

## Internacional
Fue elegido árbitro internacional de la FIFA a finales de 2006, junto con Antonio Rubinos Pérez. El 24 de mayo de 2009 dirigió un partido de la Liga I rumana, entre el Unirea Urziceni y el Dinamo de Bucarest cuando ambos equipos se encontraban en los dos primeros puestos de la clasificación. Perdió la escarapela el 31 de diciembre de 2013. 

## Temporadas
| Categoría            | País   | Año       |
| -------------------- | ------ | --------- |
| Tercera División     | España | 1991-1994 |
| Segunda División "B" | España | 1994-1997 |
| Segunda División     | España | 1997-2000 |
| Primera División     | España | 2000-2014 |

## Premios
- Trofeo Guruceta (1): 1999
- Premio Don Balón (1): 2004